# Cryphia
Cryphia là một chi bướm đêm thuộc họ Noctuidae.

## Các loài
- Cryphia albipuncta (Barnes & McDunnough, 1910)
- Cryphia algae – Tree-Lichen Beauty (Fabricius, 1775)
- Cryphia amasina (Draudt, 1931)
- Cryphia amseli Boursin, 1952
- Cryphia amygdalina Boursin, 1963
- Cryphia cuerva (Barnes, 1907)
- Cryphia domestica – Marbled Beauty (Hufnagel, 1766)
- Cryphia ereptricula (Treitschke, 1825)
- Cryphia fascia (Smith, [1904])
- Cryphia flavidior (Barnes & McDunnough, 1911) (đồng nghĩa: Bryophila fulvisparsa Hampson, 1914)
- Cryphia flavipuncta Mustelin, 2006
- Cryphia fraudatricula (Hübner, [1803])
- Cryphia gea Boursin, 1954
- Cryphia labecula (Lederer, 1855)
- Cryphia merhaba Hacker & Fibiger, 2006
- Cryphia moeonis (Lederer, 1865)
- Cryphia muralis – Marbled Green (Forster, 1771)
- Cryphia nana (Barnes & McDunnough, 1911)
- Cryphia cây sồilandiae (Barnes & McDunnough, 1911)
- Cryphia ochsi (Boursin, 1940)
- Cryphia olivacea (Smith, 1891)
- Cryphia orthogramma Boursin, 1954
- Cryphia pallidioides Poole, 1989 (đồng nghĩa: Cryphia pallida (Bethune-Baker, 1894))
- Cryphia paulina (Staudinger, 1892)
- Cryphia petrea (Guenée, 1852)
- Cryphia petricolor (Lederer, 1869)
- Cryphia raptricula – Marbled Gray (Denis & Schiffermüller, 1775)
- Cryphia ravula (Hübner, [1813])
- Cryphia receptricula (Hübner, [1803])
- Cryphia rectilinea (Warren, 1909)
- Cryphia sarepta (Barnes, 1907)
- Cryphia seladonia (Christoph, 1885)
- Cryphia simulatricula (Guenée, 1852)
- Cryphia strobinoi Dujardin, 1972
- Cryphia tephrocharis Boursin, 1954
- Cryphia vandalusiae (Duponchel, 1842)

## Former species
- Cryphia viridata is now Bryolymnia viridata (Harvey, 1876)

## Hình ảnh

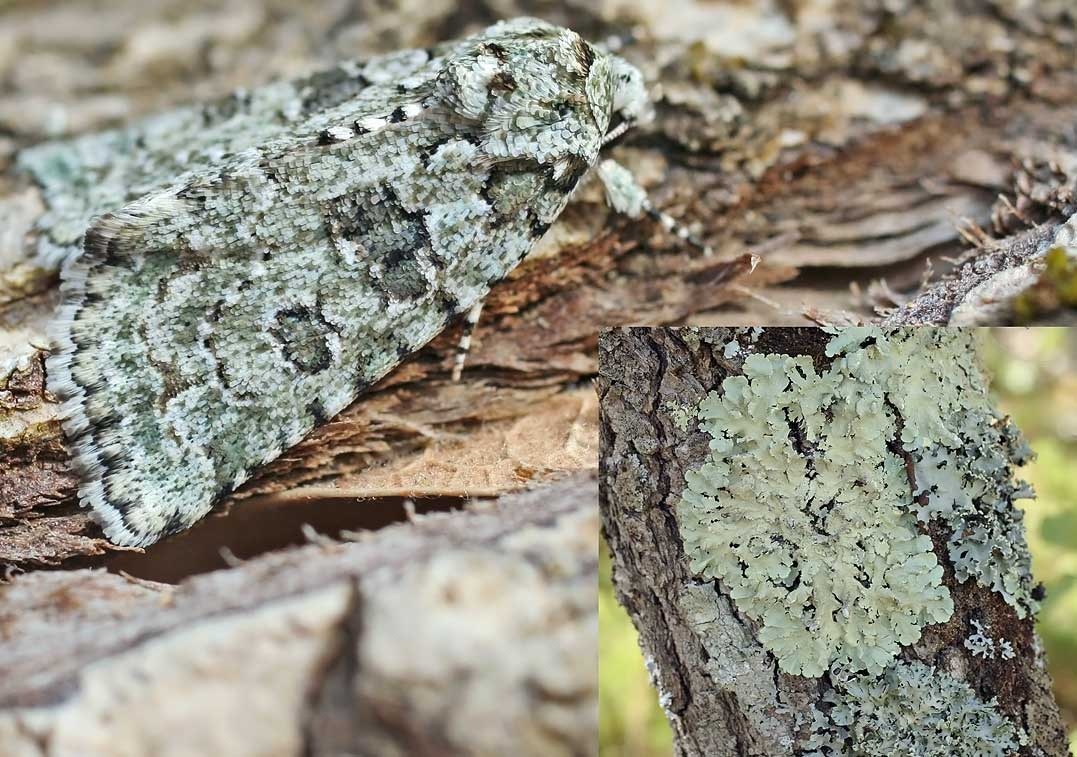
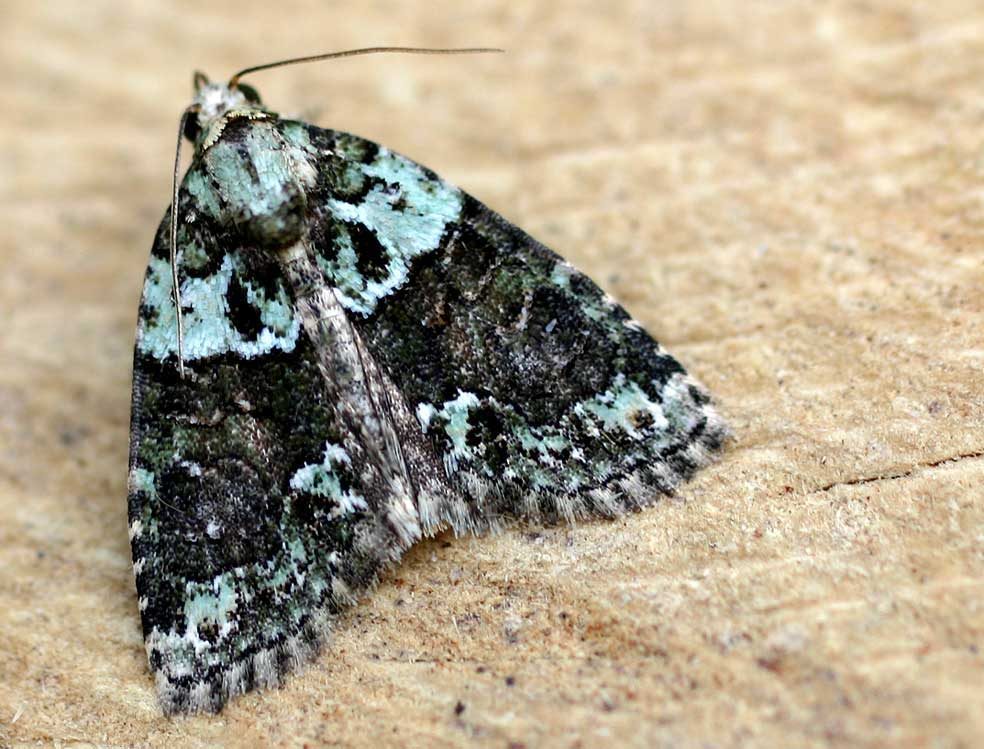